# La fanciulla di ghiaccio
La fanciulla di ghiaccio (Ледяная внучка) è un film del 1980 diretto da Boris Vladimirovič Rycarev.

## Trama
Il film racconta la fanciulla delle nevi, che si innamora così tanto di un vasaio di campagna che vuole diventare una ragazza normale e sposarlo. Ma non è stato così semplice.